# Open Hearts
Open Hearts is een nummer van het Nederlandse muziekduo Haevn en de Britse zangeres Birdy uit 2021.
"Open Hearts" is een ballad die gaat over isolatie en de eenzaamheid die veel mensen tijdens de coronapandemie voel(d)en. Over Birdy zeiden de mannen van Haevn: "We zijn altijd gek geweest op haar prachtige stem, en nu zijn wij de gelukkigen om een duet met haar op te nemen." De leden van Haevn en Birdy leerden elkaar kennen tijdens een trip naar Londen, waar Birdy te kennen gaf onder te indruk te zijn van de muziek van de heren. Het nummer werd gebruikt in de nieuwjaarscampagne van de Staatsloterij over het verliefde vogeltje Fritsie, en won daarmee aan extra bekendheid. Desondanks bereikte het nummer slechts de 5e positie in de Tipparade.